# Argonner-Kaserne
Die Argonner-Kaserne ist eine ehemalige Kasernenanlage im Stadtteil Wolfgang der hessischen Stadt Hanau.

## Geschichte
Die Argonner-Kaserne wurde, analog zur Argonnenkaserne in Weingarten, nach einer größeren und verlustreichen Schlacht im nordfranzösischen Argonnerwald benannt, in der deutsche und französische Truppen im Ersten Weltkrieg gegeneinander kämpften (→ Maas-Argonnen-Offensive), wobei die französischen Truppen als Teil der Entente von US-amerikanischen Expeditionsstreitkräften unterstützt wurden – ein wesentlicher Grund dafür, weshalb der von der deutschen Wehrmacht vergebene Name von der US-Armee auch nach 1945 beibehalten wurde. Die Argonner-Kaserne entstand zeitgleich zur Pionier-Kaserne im Jahr 1938 auf einem Gelände südlich von Wolfgang, direkt an der Bahnstrecke gelegen. Dieses Gelände diente vormals als Hochgericht Hanau, in dem noch bis 1861 Straftäter hingerichtet wurden; die ursprüngliche Anlage blieb über den gesamten Zeitraum der militärischen Nutzung bis heute erhalten. Die Kaserne bestand aus fünf Häuserblocks, die um einen zentralen Platz gereiht waren. Stationiert war hier das III. Eisenbahnregiment, das in der Argonner-Kaserne angehende Pioniere anwarb und ausbildete.
Die Argonner-Kaserne wurde im Zweiten Weltkrieg schwer beschädigt und anschließend von der US-Armee bis 1956 wieder aufgebaut. Es entstanden hierbei – getrennt durch eine öffentliche Straße – zwei verschiedene Kasernenanlagen, die auch als Old Argonner und New Argonner bezeichnet wurden; beide dienten hauptsächlich als Wohnanlagen für Familienangehörige von US-Soldaten, die in Hanau stationiert waren. Old Argonner befand sich auf dem Gelände der historischen Wehrmachtskaserne und beherbergte neben Wohnanlagen auch die Elementary School (erbaut 1951–1955) für Grundschüler. New Argonner befand sich gegenüber auf der anderen Straßenseite; hier gab es unter anderem ein Ärztezentrum zur medizinischen Versorgung von Soldaten und ihren Angehörigen, die Middle School und High School zur Schulausbildung von angehörigen Kindern sowie ein Sportzentrum. Direkt an New Argonner grenzte der weitläufige Truppenübungsplatz Campo Pond. Ende 2008 räumte die US-Armee die Argonner-Kaserne und alle weiteren noch verbliebenen Standorte im Hanauer Stadtgebiet.

## Konversion
Die Konversion lief für beide Kasernenanlagen in unterschiedlicher Geschwindigkeit ab. New Argonner wurde bereits am 14. Dezember 2009 mit einer Fläche von ca. 34 Hektar an einen Investor verkauft. Dieser errichtete bis 2011 die Wohnsiedlung Argonner-Park für bis zu 1000 Einwohner. Auf dem Gelände des ehemaligen Ärztezentrums entstand ein Nahversorgungszentrum namens Argonner-Markt. In die Middle School ist die private Paul-Gerhardt-Schule eingezogen, während die High School abgerissen wurde. Das ehemalige Truppenübungsgelände Campo Pond ist heute FFH-Gebiet, hier findet ein Projekt zur Auswilderung von Przewalski-Pferden statt. Das Sportzentrum im Süden sollte nach den ursprünglichen Plänen renoviert werden und anstelle des bisherigen Sportzentrums in Hanau-Lamboy von den Hanauer Sportvereinen genutzt werden, finanzielle Probleme verhinderten jedoch die Umsetzung dieser Pläne. Nunmehr soll das Sportzentrum abgerissen werden und das Areal als Wohngebiet genutzt werden, dies gilt jedoch als problematisch, zum einen weil das Gelände direkt neben einer vielbefahrenen Bahnstrecke liegt, sodass Lärmschutzmaßnahmen notwendig werden, zum anderen weil auf dem Gebiet die streng geschützte Kreuzkröte entdeckt wurde.
Im Gegensatz dazu stand Old Argonner jahrelang leer. Lediglich die ehemalige US-Elementary School und die ehemalige Preschool mit einer Fläche von ca. 3,6 Hektar wurden durch die Stadt Hanau am 17. Juni 2009 von der Bundesanstalt für Immobilienaufgaben (BImA) erworben. Ein Jahr später wurde in der ehemaligen Elementary School die Elisabeth-Schmitz-Schule als neue Förderschule eröffnet und damit zwei ältere Schulen in der Innenstadt und in Großauheim abgelöst. Anfang Oktober 2010 ging die Kindertagesstätte Old Argonner – die ehemalige Preschool, in der früher US-Vorschulkinder betreut wurden – neben der Elisabeth-Schmitz-Schule in Betrieb. Im Jahr 2014 zog die Grundschule von Wolfgang, die Robinsonschule, wegen Platzmangels durch die stark gestiegene Bevölkerungszahl im Ortsteil ebenfalls in die Räumlichkeiten der Elisabeth-Schmitz-Schule; viele Eltern befürchteten daraufhin Übergriffe auf ihre Kinder durch ältere Förderschüler. Die Wohnanlagen sollen als neue Wohnsiedlung Lehrhöfer Park Raum für 800–1000 Einwohner bieten. Die ersten Arbeiten hierzu begannen im Jahr 2016 und sind weitgehend fertiggestellt.

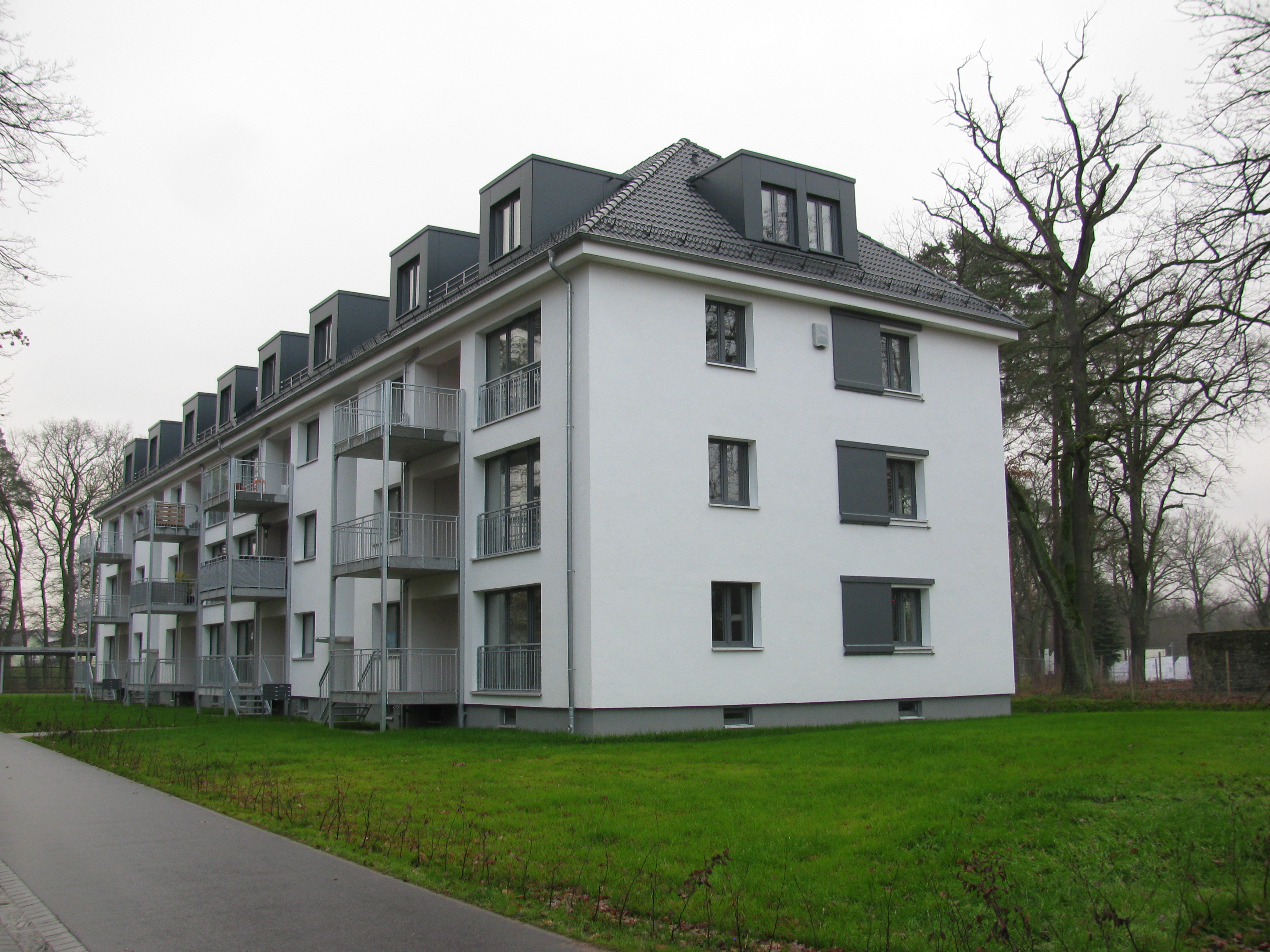
Ehemaliges Kompaniegebäude 407, Vorderseite Straße Alter Wald 2–6 (Januar 2020)
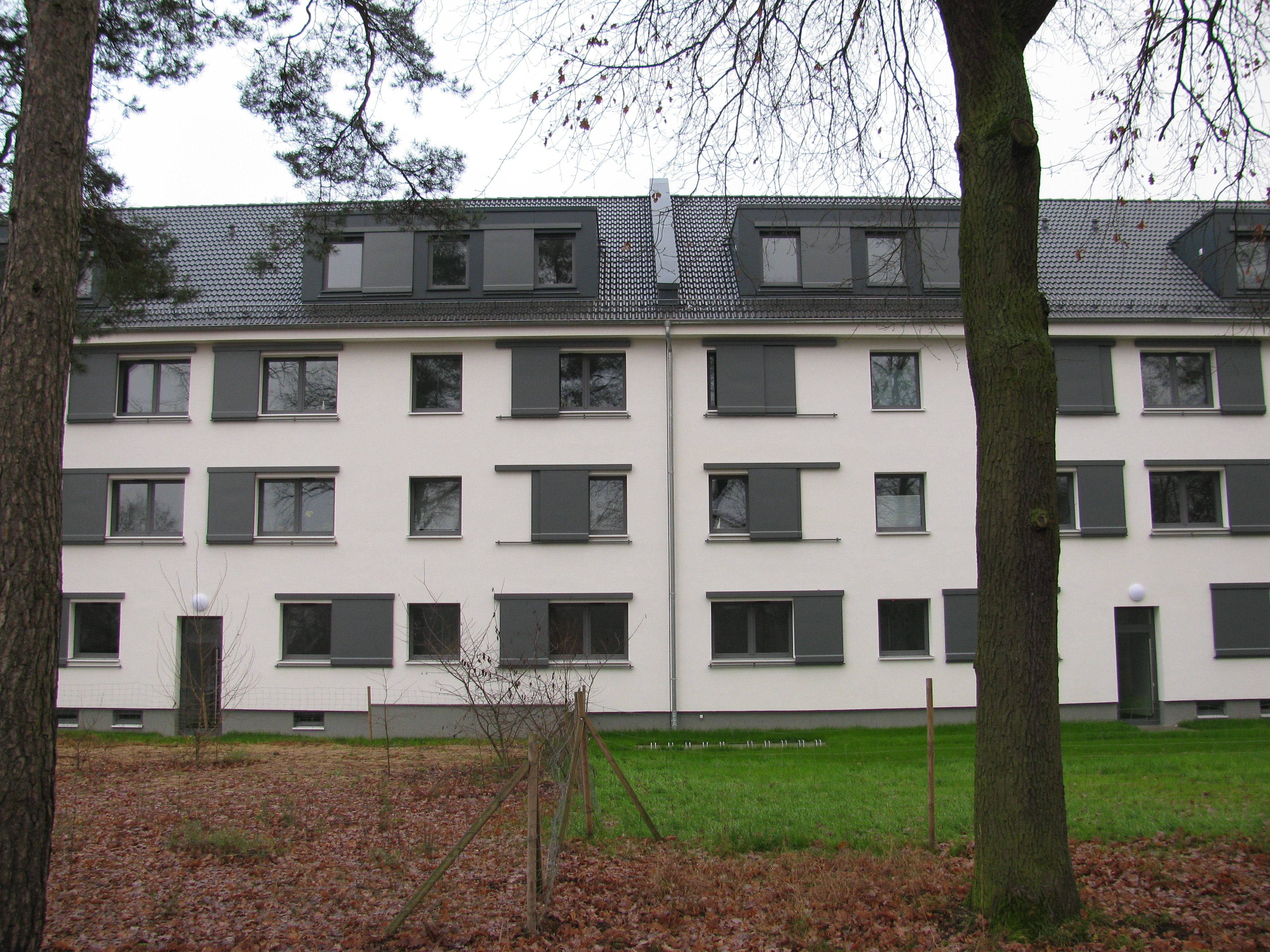
Ehemaliges Kompaniegebäude 407, Rückseite zum Park am ehemaligen Hochgericht (Januar 2020)
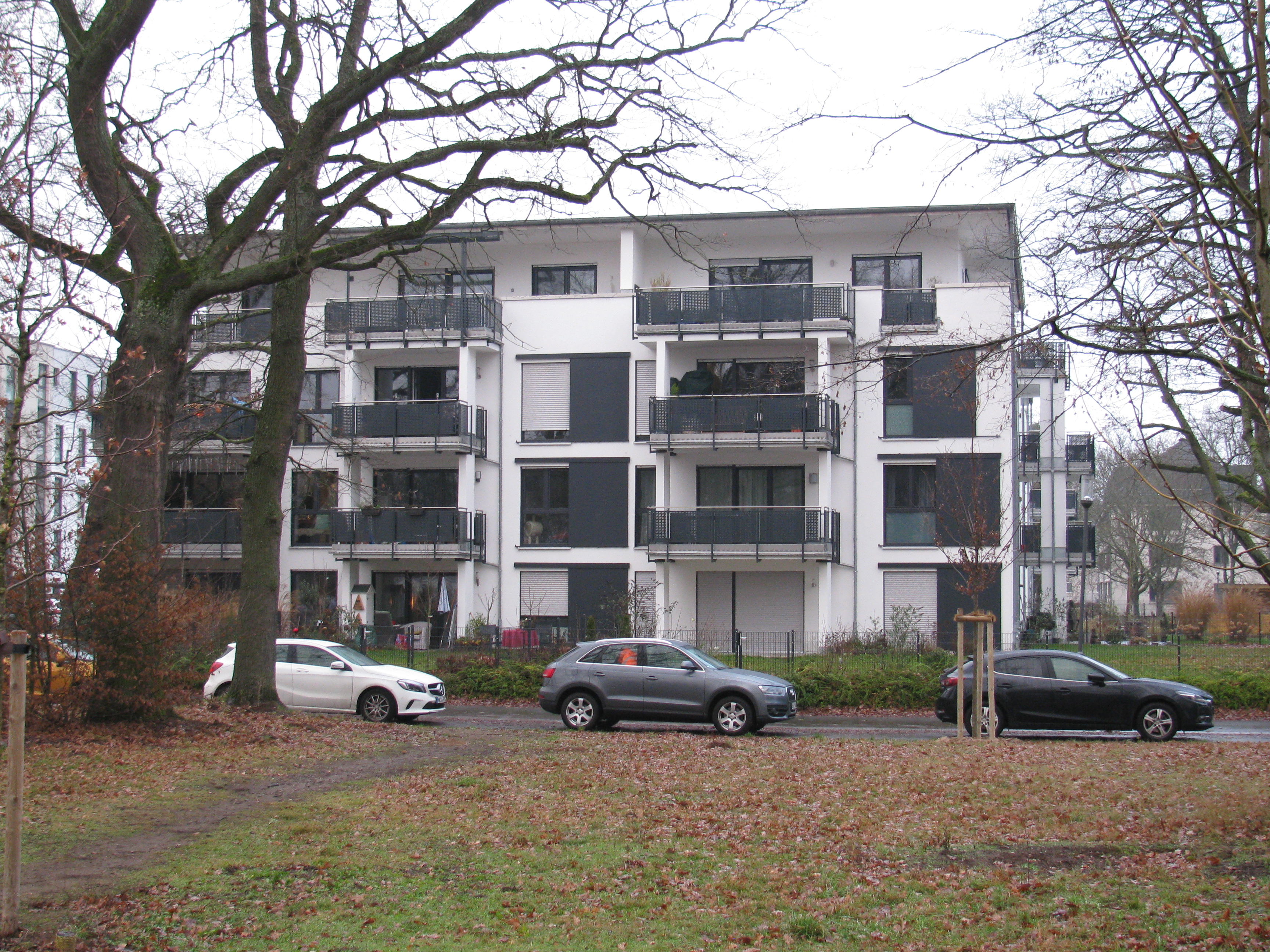
Mehrfamilienhaus Lehrhöfer Heide 7, Situation Januar 2020 (erbaut 2015/16)
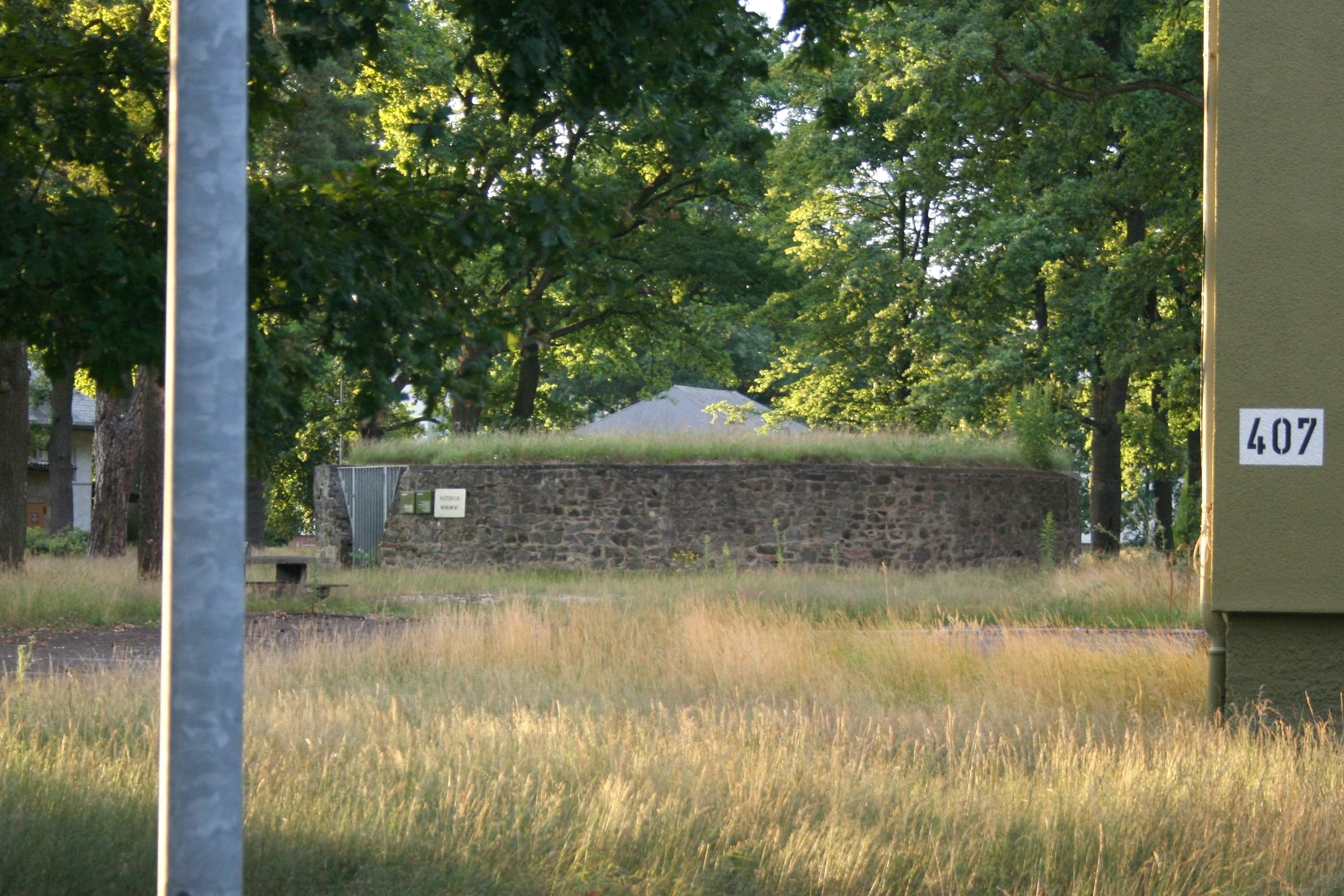
Hochgericht Hanau flankiert vom ehemaligen Kompaniegebäude 407, Situation im stillgelegten Kasernenareal Juli 2011

## Denkmalschutz
Die Argonner-Kaserne ist als Gesamtanlage ein Kulturdenkmal nach dem Hessischen Denkmalschutzgesetz.